# State Game Lodge
Le State Game Lodge est un lodge américain dans le comté de Custer, au Dakota du Sud. Protégé au sein du parc d'État de Custer, il a été construit au début des années 1920 et a servi de résidence d'été à Calvin Coolidge, président des États-Unis en exercice, en 1927. Inscrit au Registre national des lieux historiques depuis le 30 mars 1983, il est géré par Custer State Park Resort.